# パーフェクト・ルーム
『パーフェクト・ルーム』（The Loft）は2014年のアメリカ合衆国・ベルギーのミステリ映画。
2008年のベルギー映画『ロフト.』をハリウッドでリメイクした作品で、監督はオリジナル作品でも監督を務めたエリク・ヴァン・ローイ。オリジナル作品にも出演したマティアス・スーナールツが同じ役で出演している。
日本では2016年7月16日から8月19日まで開催された「カリテ・ファンタスティック! シネマコレクション2016」で上映された。

## ストーリー
不倫相手との密会場所に使うため、新築マンションのロフトを共同購入した5人の妻帯者の男たち。そのロフトで手錠をかけられた女性の刺殺体が見つかったことから、5人は互いに疑心暗鬼になりながら犯人捜しを始める。

## キャスト
ビンセント・スティーヴンス
演 - カール・アーバン、日本語吹替 - 佐々木啓夫
建築家。野心家でプレイボーイ。自身が設計したロフトの共有を親友4人に提案する。
クリス・ヴァノウェン
演 - ジェームズ・マースデン、日本語吹替 - 阪口周平
精神科医。ビンセントの親友。真面目な性格だが、妻アリソンとの関係は冷めている。
ルーク・シーコード
演 - ウェントワース・ミラー、日本語吹替 - 東地宏樹
ビンセントの親友。おとなしく臆病な性格。糖尿病を患っている妻を持つ。
マーティ・ランドリー
演 - エリック・ストーンストリート、日本語吹替 - 野川雅史
ビンセントの親友。口軽で下品で女好き。妻ミミとは離婚調停中。
フィリップ・ウィリアムズ
演 - マティアス・スーナールツ、日本語吹替 - 松田修平
クリスの父親違いの弟。粗暴な性格でヤク中の遊び人。
妻のビッキーは不動産開発の大物ハイラム・フライの1人娘。
幼い頃に父親からの虐待を受けた過去を持ち、妹ゾーイを溺愛している。
アリソン・ヴァノウェン
演 - ローナ・ミトラ
クリスの妻。クリスの友人たちを嫌っている。
アン・モリス
演 - レイチェル・テイラー、日本語吹替 - 大津愛理
大物市議会議員コトキンの個人秘書で愛人。実は娼婦。
自殺した妹ソフィがクリスの患者だった。
サラ・ディーキンス
演 - イザベル・ルーカス、日本語吹替 - 矢野亜沙美
ビンセントがサンディエゴで出会った美女。

## 作品の評価
批評家からは概ね酷評されている。Rotten Tomatoesによれば、批評家の一致した見解は「その安っぽいストーリーと同じくらい不快なキャラクターが住んでいる『パーフェクト・ルーム』には、最も要求の少ないエロティック・スリラーのファン以外、誰も住むことはできない。」であり、42件の評論のうち高評価は14%にあたる6件のみで、平均点は10点満点中3.65点となっている。
Metacriticによれば、11件の評論のうち、高評価はなく、賛否混在は5件、低評価は6件で、平均点は100点満点中24点となっている。